# Ігнят Дурдевич
Ігнят Джурджевич (хорв. Ignjat Đurđević, 13 лютого 1675 — 21 січня 1737) — хорватський поет, перекладач, історик, астроном часів Рагузької республіки.

## Життєпис
Належав до впливової родини Дубровника, яка після землетрусу 1667 року було зараховане до стану патриціїв. Народився у 1675 році у м. Дубровник. При народженні отримав ім'я Нікола. Навчався в єзуїтській приватній школі. Потім протягом декількох років викладав у єзуїтських колегіях в Італії, а також обіймав адміністративні посади в дубровницькій провінції — Шипан.
У 1698 році, прийнявши ім'я Ігнят, вступив до орден єзуїтів. У 1727—1729 роках подорожував Італією (Венеція, Рим), де вивчав математику та астрономію. Після повернення до Дубровника перейшов до бенедиктинців. Обіймав вищі церковні посади в бенедиктинских монастирях, конфліктуючи час від часу з духовною та світською владою. Деякий час вимушений був мешкати на острові Млет. Помер у 1737 році у Дубровнику.

## Творчість
Складав свої твори хорватською, італійською мовами та латиною. Дурдевичу належить галантна лірика з пастушими ідилічними мотивами. Найвідомішими творами є поеми «Сльози Марунки», «Стогін каяття Магдалини» (1728 рік). Також у доробку поета є «Псалтир слов'янський» (1729 рік), що містять переклади та перекази псалмів царя Давида з Біблії.
Його книга віршів «Пісні різні» була створена поетом переважно в молоді роки, проте він повертався до неї протягом усього свого життя. Це блискуча, весела і радісна поезія, у якій чітко відчувається вплив народної лірики, античних письменників. Також у його доробку є «Вірші любові».
Поезія І. Дурдевича швидко стала відома в Європі (Італії та Франції), де ще за його життя з'явилися перші переклади.